# 普雷蒙
普雷蒙（法語：Prémont，法語發音：[pʁemɔ̃]）是法国上法蘭西大區埃纳省的一个市镇，属于圣康坦区。

## 地理
普雷蒙（50°0'47"N, 3°23'38"E）面积12.21 平方千米，位于法国上法蘭西大區埃纳省，该省份为法国北部内陆省份，北起北部省，西接索姆省和瓦兹省，东临阿登省和马恩省，西南至塞纳-马恩省，东北部与比利时接壤。
与普雷蒙接壤的市镇（或旧市镇、城区）包括：博雷瓦尔、贝基尼、博安昂韦尔芒多瓦、大布朗库尔、瑟兰、比西尼、埃兰库尔、马雷兹。

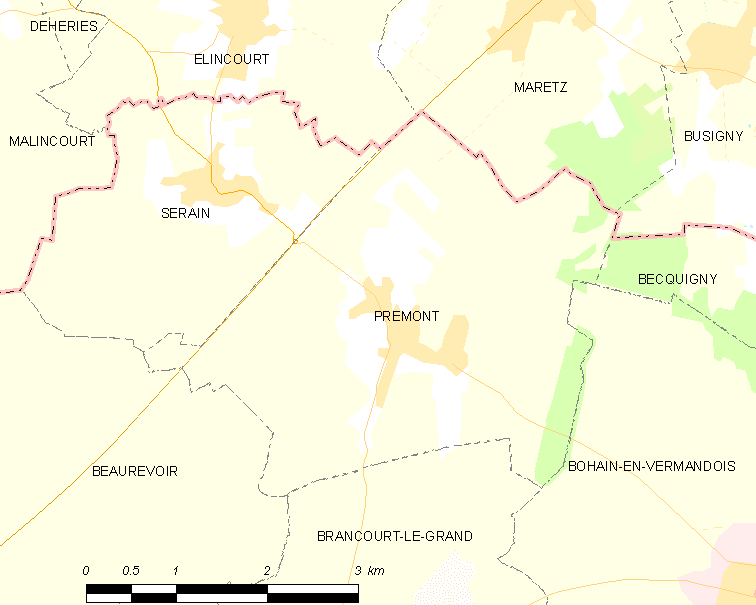
普雷蒙的OSM定位图

普雷蒙的时区为UTC+01:00、UTC+02:00（夏令时）。

## 行政
普雷蒙的邮政编码为02110，INSEE市镇编码为02618。

## 政治
普雷蒙所属的省级选区为博安昂韦尔芒多瓦县。

## 人口

1962-2008年间普雷蒙人口变化图示

普雷蒙于2022年1月1日时的人口数量为686人。